# Amblyeleotris fasciata
Amblyeleotris fasciata là một loài cá biển thuộc chi Amblyeleotris trong họ Cá bống trắng. Loài này được mô tả lần đầu tiên vào năm 1953.

## Từ nguyên
Tính từ định danh fasciata trong tiếng Latinh có nghĩa là “có dải sọc”, hàm ý đề cập đến 5 dải sọc đỏ bao quanh thân của loài cá này.

## Phân bố và môi trường sống
Theo Sách đỏ IUCN, A. fasciata có phân bố tập trung ở Thái Bình Dương, bao gồm đảo New Guinea, đảo Guam, quần đảo Marshall, Fiji, quần đảo Cook, rạn san hô Great Barrier và quần đảo Société.
A. fasciata sống cộng sinh với tôm gõ mõ Alpheus ochrostriatus, được tìm thấy trên nền cát của rạn san hô và tronng đầm phá ở độ sâu đến ít nhất là 20 m.

## Mô tả
Chiều dài lớn nhất được ghi nhận ở A. fasciata là 8 cm. Loài này có màu trắng với 5 sọc đỏ. Đầu và thân bao phủ bởi các đốm vàng tươi. Đầu còn có thêm vệt đỏ ngay khóe miệng.
Số gai vây lưng: 7; Số tia vây lưng: 10–14; Số gai vây hậu môn: 1; Số tia vây hậu môn: 10–12.
A. fasciata dễ bị xác định nhầm với Amblyeleotris wheeleri, một loài có phân bố rộng khắp Ấn Độ Dương - Thái Bình Dương. Sọc đỏ của A. wheeleri dày hơn so với A. fasciata, và có thêm các đốm đỏ trên vây lưng.

## Tình trạng phân loại
Theo phân tích phát sinh chủng loại học của Thacker và cộng sự (2011), A. fasciata là loài chị em gần nhất với Amblyeleotris yanoi, và đã tiến hóa khá xa với A. wheeleri.

## Thương mại
A. fasciata là một thành phần trong ngành buôn bán cá cảnh.